# Ricochet Romance
Ricochet Romance est un film américain réalisé par Charles Lamont et sorti en 1954.

## Fiche technique
- Réalisation : Charles Lamont
- Scénario : Kay Lenard
- Producteurs : Robert Arthur, Richard Wilson
- Production : Universal Pictures
- Genre : Western, comédie[1]
- Photographie : George Robinson
- Musique : Joseph Gershenson, Henry Mancini (non crédité)
- Montage : Frank Ware
- Durée : 80 minutes
- Date de sortie : 1er novembre 1954

## Distribution
- Marjorie Main : Pansy Jones
- Chill Wills : Tom Williams
- Pedro Gonzalez Gonzalez : Manuel González
- Alfonso Bedoya : Alfredo González
- Rudy Vallee : Worthington Higgenmacher
- Ruth Hampton : Angela Ann Mansfield
- Benay Venuta : Claire Renard
- Rachel Ames : Betsy Williams
- Darryl Hickman : Dave King
- Lee Aaker : Timmy Williams
- Irene Ryan : Miss Clay
- Philip Tonge : Mr. Webster
- Phil Chambers : Mr. Daniels
- Charles Watts : Mr. Harvey
- Marjorie Bennett : Mrs. Harvey
- Ruth Hampton